# Поддубский, Алексей Николаевич
Алексе́й Никола́евич Подду́бский (род. 13 июня 1972, Хабаровск) — советский и российский футболист, полузащитник, после завершения карьеры — тренер.

## Клубная карьера
Воспитанник хабаровского футбола. Первый тренер — Олег Носенко. С 1988 года выступал за местный СКА. В 1992 году перешёл в ЦСКА, который стал финалистом последнего розыгрыша Кубка СССР, проиграв в финале московскому «Спартаку» 0:2. В 1993 году пополнил ряды «Океана», с которым по окончании сезона вылетел в первую лигу. В 1995 году вернулся в СКА. В 2007 году завершил карьеру.
В Высшей лиге провёл 38 матчей, забил 3 мяча.

## Тренерская карьера
В июне 2013 года был назначен старшим тренером «СКА-Энергии». В 2015 году исполнял обязанности главного тренера команды. С января 2016 года являлся главным тренером молодёжного состава «СКА-Хабаровск». 30 апреля 2017 года вновь был назначен исполняющим обязанности главного тренера до конца сезона. 24 мая 2017 года был утверждён в должности главного тренера клуба. Под его руководством команда впервые в истории вышла в премьер-лигу.
В зимний перерыв чемпионата 2017/18 сложил с себя обязанности главного тренера и перешёл на должность спортивного директора. 26 марта 2019, после ухода Вадима Евсеева, был назначен исполняющим обязанности главного тренера. 19 октября 2020 года покинул пост главного тренера «СКА-Хабаровск», после продолжительной безвыигрышной серии. 23 февраля 2022 года после ухода Сергея Юрана в «Химки», Поддубский снова возглавил «СКА-Хабаровск».
9 июня 2022 года возглавил «Новосибирск», с которым подписал контракт на один год; но уже 13 сентября сибирский клуб объявил о расторжении по взаимному соглашению сторон договора с Поддубским из-за неудовлетворительных результатов команды (1 победа, 4 ничьих и 2 поражения).
18 июня 2024 года вошёл в тренерский штаб Дмитрия Воецкого в «СКА-Хабаровске», став старшим тренером. 21 августа 2024 года, после увольнения Воецкого, был назначен исполняющим обязанности главного тренера клуба. 12 сентября 2024 года был утверждён главным тренером «СКА-Хабаровска».

## Достижения
- Финалист Кубка СССР: 1991/92
- Победитель зоны «Восток» Второго дивизиона: 2001
- Серебряный призёр зоны «Восток» второго дивизиона (2): 1999, 2000
- Бронзовый призёр зоны «Восток» второго дивизиона: 1997